# Cantone di Sains-Richaumont
Il Cantone di Sains-Richaumont era una divisione amministrativa dell'arrondissement di Vervins.
A seguito della riforma approvata con decreto del 21 febbraio 2014, che ha avuto attuazione dopo le elezioni dipartimentali del 2015, è stato soppresso.

## Composizione
Comprendeva 19 comuni:
- Berlancourt
- Chevennes
- Colonfay
- Franqueville
- Le Hérie-la-Viéville
- Housset
- Landifay-et-Bertaignemont
- Lemé
- Marfontaine
- Monceau-le-Neuf-et-Faucouzy
- La Neuville-Housset
- Puisieux-et-Clanlieu
- Rougeries
- Saint-Gobert
- Saint-Pierre-lès-Franqueville
- Sains-Richaumont
- Le Sourd
- Voharies
- Wiège-Faty